# Amintes Nicàtor
Amintes o Amintas Nicàtor (Amyntas Nikator) fou un rei indogrec del qual s'han trobar monedes al Panjab i Afganistan el que indica que va governar un considerable territori probablement Gandhara, Aracòsia i part del Panjab. Osmund Bopearachchi el data vers 95-90 aC, i Senior vers 80-65 aC.

## Monedes
Amintes va encunyar monedes bilingües de plata amb diversos frontals; la majoria porten al darrere a Zeus amb una palma de victòria i una estàtua d'Atenea el que indicaria una aliança entre la casa de Menandre I i la d'Antialcides. Algunes monedes tenen al revers a Atenea, típica en els descendents de Menandre. L'epítet Nikator (Victoriós) fou prèviament utilitzat només per Agatocles de Bactriana, un segle abans. Les monedes de bronze mostren una deïtat sincrètica entre Zeus i Mithra, portant una gorra frígia i també Atenea. Va encunyar espectaculars monedes àtiques de plata, dobles decadracmes de 85 grams de pes, que s'han trobat al jaciment arqueològic de Kunduz (Afganistan). Algunes d'aquestes monedes tenen al darrere l'habitual Zeus però altres utilitzen Tique al seu lloc.
Amintes va reutilitzar o regravar monedes d'Heliocles II.